# Jack's Sister
Jack's Sister è un cortometraggio muto del 1911 diretto da Bert Haldane.

## Trama
Jack, un marinaio, riesce a rintracciare la sorella che, dopo aver perduto la memoria, era stata costretta da un vagabondo a mendicare per lui.

## Produzione
Il film fu prodotto dalla Hepworth.

## Distribuzione
Distribuito dalla Hepworth, il film - un cortometraggio di 251 metri - uscì nelle sale cinematografiche britanniche nell'agosto 1911 per poi essere distribuito anche negli Stati Uniti l'8 gennaio 1912 dalla National Film Distributing Company.
Si conoscono pochi dati del film che, prodotto dalla Hepworth, fu distrutto nel 1924 dallo stesso produttore, Cecil M. Hepworth. Fallito, in gravissime difficoltà finanziarie, il produttore pensò in questo modo di poter almeno recuperare il nitrato d'argento della pellicola.